# @Anime
@Anime (ou All the Anime au Royaume-Uni) est un label, souvent confondu avec l'éditeur lui-même, de l'éditeur franco-anglais Anime Limited spécialisé dans l'animation japonaise cofondé par Cédric Littardi et Andrew Partridge en 2014. Il est composé de deux équipes : la première basée à Paris en France et la seconde à Glasgow au Royaume-Uni. Son domaine d'activité couvre l'importation et la distribution d'anime en DVD, Blu-ray et dématérialisé, mais également dans les salles de cinéma.

## Historique
La création du label @Anime a été annoncée par Andrew Partridge et Cédric Littardi en mars 2014. L'entreprise commence ces activités en France le 3 septembre de la même année avec la sortie du coffret DVD et Bluray de la saison 1 de la série animé L'Attaque des Titans. Par la suite, l'entreprise se spécialisera dans la sortie de titres nostalgiques, pour la plupart issues du catalogue de TMS et Nippon Animation, mais aussi dans les séries animés de niches destinés à un public pointilleux, comme Mobile Suit Gundam. Ils se sont occupées également de quelques séries très populaires durant les années 2010, comme Seraph of the End, Sword Art Online (à partir de la saison 2 et de l'OAV Extra) ou Tokyo Ghoul.
Tout d'abord éditeur indépendant, ils font partie désormais du groupe Plaion depuis le 19 octobre 2022.

## Animeédités par ordre alphabétique
- After School Midnighters
- Cat's Eye (Tokyo Movie Shinsha)[7]
- Cobra
- Dimension W
- Elfen Lied
- Gate: jieitai kanochi nite, kaku tatakaeri
- Georgie
- Ghost in the Shell
- Ghost in the Shell: Arise
- Ghost in the Shell: Stand Alone Complex
- Gurren Lagann
- Kill la Kill (Studio Trigger)
- L'Attaque des Titans (Wit Studio)
- L'Île au trésor
- Les Ailes d'Honnéamise
- Nils Holgersson
- Patéma et le monde inversé (Purple Cow Studios Japan)[8]
- Puella Magi Madoka Magica Film 1 (Shaft)
- Puella Magi Madoka Magica Film 2 (Shaft)
- Puella Magi Madoka Magica Film 3 (Shaft)
- Rémi sans famille
- Seraph of the End
- Space Dandy  (Bones)
- Sword Art Online Extra Edition  (A-1 Pictures)
- Sword Art Online II (A-1 Pictures)
- Sword Art Online: Ordinal Scale (A-1 Pictures)
- Terror in Resonance (MAPPA)[9]
- The Heroic Legend of Arslân
- Tom Sawyer (Nippon Animation)[10]
- Tokyo Ghoul (Studio Pierrot)[11]